# ماریام موجوریان
ماریام موجوریان (ارمنی: Մարիամ Պետրոսի Մոճոռյան؛  ۱۹ ژوئیهٔ ۱۹۰۴ – ۱۲ دسامبر ۱۹۷۲) یک بازیگر اهل ارمنستان بود. وی بین سال‌های - تا - میلادی فعالیت می‌کرد.

## زندگی‌نامه
وی در ۱۹ ژوئیه ۱۹۰۴ در آلکساندراپول به دنیا آمد .   وی همچنین برندهٔ جوایزی همچون هنرمند مردمی گرجستان شوروی شده است. وی در ۱۲ دسامبر ۱۹۷۲ در سن سالگی در تفلیس درگذشت.